# Pasar (Lembah Segar)
Pasar is een bestuurslaag in het regentschap Sawah Lunto van de provincie West-Sumatra, Indonesië. Pasar telt 1499 inwoners (volkstelling 2010).